# Achelia quadridentata
Achelia quadridentata är en havsspindelart som först beskrevs av Hodgson, T.V. 1910.  Achelia quadridentata ingår i släktet Achelia och familjen Ammotheidae. Inga underarter finns listade i Catalogue of Life.